# 喬凡尼·巴蒂斯塔·卡斯蒂利奧內

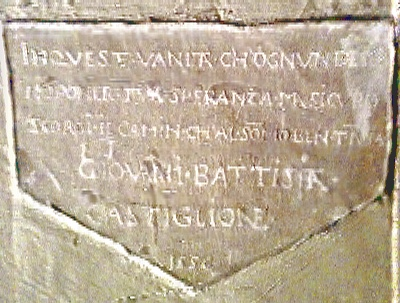
卡斯蒂利奧內在伦敦塔的涂鸦雕刻

喬凡尼·巴蒂斯塔·卡斯蒂利奧內（義大利語：Giovanni Battista Castiglione；1516年—1598年）是英國公主（後來的女王）伊麗莎白一世的意大利導師。据推测，他曾教授王子（後來國王）爱德华六世 他是一位人道主義改革家，於1556年被伊麗莎白的妹妹瑪麗一世囚禁在倫敦塔。他被懷疑是煽動叛亂，遭到嚴厲的折磨，以致永久跛腳。 
卡斯蒂利奧內出生在加西诺托里内塞靠近都灵，他的父親是皮耶羅·卡斯蒂利奧內；他被任命为年轻伊丽莎白的教師；在1544年當伊麗莎白當上皇后時，他被任命為宮內廷的侍從官，直到他去世前不久。